# Спасская башня (Тула)
Спасская башня — одна из башен Тульского кремля, построенного в 1514—1520 годах.

## История
Спасская башня получила своё название по находившейся недалеко от неё Спасской церкви. В целом архитектура Спасской башни напоминает Никитскую. То же деление на четыре боевых яруса, наличие в нижней части полусферического свода
Над шатром башни первоначально находилась смотровая вышка, на которой был установлен колокол, звон которого предупреждал жителей об опасности, будь то пожар или набег врагов. Поэтому в Писцовых книгах XVI—XVII веков башня именуется и Всполошной (Вестовой).
Башня находится на западном углу кремля. Она круглая и глухая.
В 1970-х годах, во время реставрации, над башней был сооружен деревянный шатёр.